# Fellicola longispiculus
Fellicola longispiculus is een rondwormensoort. De wetenschappelijke naam van de soort is voor het eerst geldig gepubliceerd in 1993 door Petter & Køie.